# Mode avion
Pour les articles homonymes, voir Mode avion (homonymie).

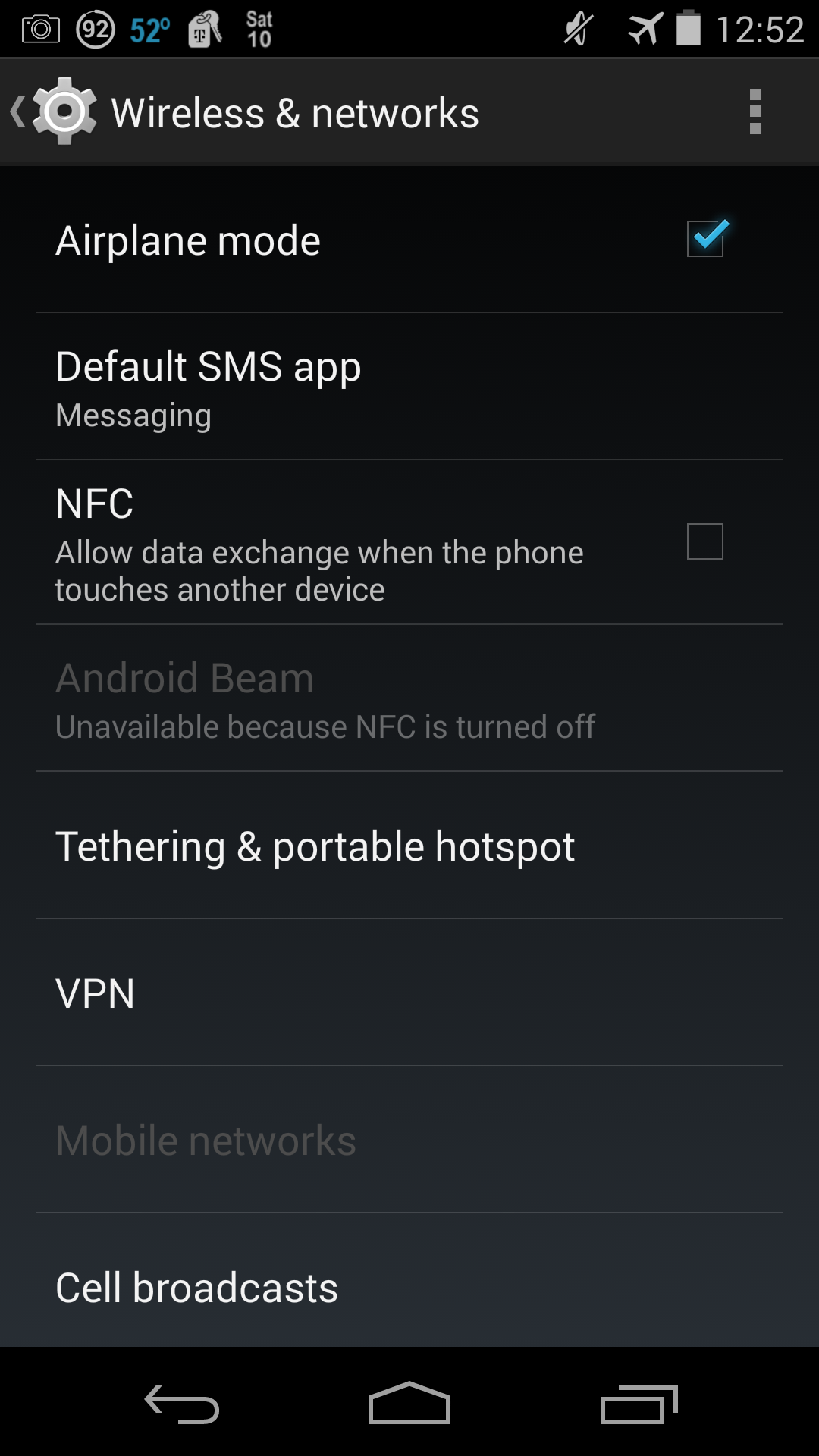
Nexus 5 ; Android 4.4.2, en mode avion.

Le mode avion, mode vol, mode hors ligne ou mode autonome est un paramètre disponible sur les smartphones et autres appareils portables. Lorsqu'il est activé, ce mode suspend les technologies de transmission de signaux de radiofréquence (RF) de l'appareil (c'est-à-dire Bluetooth, téléphonie et Wi-Fi), désactivant effectivement tous les services de voix analogique et de données numériques, lorsqu'il est correctement mis en œuvre par l'auteur du logiciel de l'appareil électronique. Lorsque les téléphones cellulaires se sont répandus dans les années 1990, certains casques de communication des pilotes d'avion enregistraient un clic audible lorsqu'un téléphone cellulaire à bord de l'avion émettait un signal[réf. nécessaire]. Ce clic sur les casques est devenu une distraction excessive pour le contrôle de la cellule, avec de plus en plus d'appels téléphoniques des passagers d'avion au fil du temps. Cela a conduit à l'interdiction de l'utilisation d'appareils électroniques dans les avions et a marqué le début de l'ère du mode avion. Cette condition de voyage en avion a fait dévier le développement des dispositifs de réseau cellulaire du matériel au logiciel et le téléphone intelligent a été créé.
Ce mode est ainsi nommé parce que la plupart des compagnies aériennes interdisent l'utilisation d'appareils qui transmettent des signaux RF pendant le vol (en).
En général, il n'est pas possible de passer des appels téléphoniques ou d'envoyer des messages en mode avion, mais certains smartphones permettent d'appeler les services d'urgence. La plupart des appareils permettent de continuer à utiliser des clients de messagerie et d'autres applications mobiles pour rédiger des messages textuels ou électroniques. Les messages sont stockés en mémoire pour être transmis ultérieurement, une fois le mode avion désactivé.
Le Wi-Fi et le Bluetooth peuvent être activés séparément lorsque l'appareil est en pseudo-mode avion, comme l'autorise l'opérateur de l'avion,. La réception de signaux RF (comme par les récepteurs radio et les services de navigation par satellite) peut ne pas être inhibée par le mode avion ; cependant, les émetteurs et les récepteurs sont nécessaires pour recevoir des appels et des messages, même lorsqu'ils n'y répondent pas.
Étant donné que les émetteurs d'un appareil sont désactivés en mode avion, ce mode réduit la consommation d'énergie (en) et augmente l'autonomie de la batterie. 

## Statut juridique dans différents pays
- Chine : Avant septembre 2017, tous les téléphones portables, même avec le mode avion, n'étaient jamais autorisés à être utilisés pendant le vol bien que d'autres appareils puissent être utilisés en altitude de croisière. Le 18 septembre 2017, l'Autorité de l'aviation civile de Chine a assoupli ces règles et a permis à tous les transporteurs aériens chinois d'autoriser l'utilisation des appareils électroniques portables (PED) pendant tout le vol, à condition qu'ils soient en mode avion[3].
- Europe : Le 9 décembre 2013, l'Agence européenne de la sécurité aérienne a mis à jour ses lignes directrices sur les appareils électroniques portables (PED), autorisant leur utilisation pendant tout le vol, à condition qu'ils soient réglés en mode Avion[4].
- Inde : Le 23 avril 2014, la Direction générale de l'aviation civile (en) (DGCA) a modifié la règle qui interdit l'utilisation des appareils électroniques portables et autorise leur utilisation dans toutes les phases du vol[5].
- États-Unis : Dans un examen révisé en octobre 2013, la Federal Aviation Administration (FAA) a formulé une recommandation sur l'utilisation des appareils électroniques en « mode avion » - la téléphonie cellulaire doit être désactivée, tandis que le Wi-Fi peut être utilisé si le transporteur le propose. La transmission à courte portée telle que Bluetooth est autorisée dans les avions qui peuvent la tolérer. La déclaration cite la pratique courante des exploitants d'aéronefs dont les appareils peuvent tolérer l'utilisation de ces appareils électroniques personnels, mais l'utilisation peut encore être interdite sur certains modèles d'aéronefs[6].